# Sistema Internacional de Quantitats

Les dependències metrològiques entre les unitats bàsiques del sistema SI

El Sistema Internacional de Quantitats (ISQ) és un sistema estàndard de magnituds utilitzat en física i en ciència moderna en general. Inclou magnituds bàsiques com la longitud i la massa i les relacions entre aquestes magnituds. Aquest sistema es basa en el Sistema Internacional d'Unitats (SI) però no determina per si mateix les unitats de mesura utilitzades per a les magnituds.
El sistema es descriu formalment en una norma ISO multipart ISO/IEC 80000 (que també defineix moltes altres quantitats utilitzades en ciència i tecnologia), completada per primera vegada el 2009 i posteriorment revisada i ampliada.

## Quantitats base
Les magnituds base d'un sistema determinat de magnituds físiques són un subconjunt d'aquestes magnituds, on cap quantitat base es pot expressar en termes de les altres, però on cada quantitat del sistema es pot expressar en termes de les magnituds base. Dins d'aquesta restricció, el conjunt de magnituds base s'escull per convenció. Hi ha set quantitats base d'ISQ. Els símbols d'ells, com d'altres quantitats, s'escriuen en cursiva.
La dimensió d'una magnitud física no inclou la magnitud ni les unitats. La representació simbòlica convencional de la dimensió d'una quantitat base és una sola lletra majúscula en tipus romà (vertical) sans-serif.
| Quantitat base                        | Símbol per quantitat         | Símbol per dimensió                 | unitat SI base | unitat SI símbol |
| ------------------------------------- | ---------------------------- | ----------------------------------- | -------------- | ---------------- |
| longitud                              | {\displaystyle l}            | {\displaystyle {\mathsf {L}}}       | metre          | m                |
| massa                                 | {\displaystyle m}            | {\displaystyle {\mathsf {M}}}       | kilogram       | Kg               |
| temps                                 | {\displaystyle t}            | {\displaystyle {\mathsf {T}}}       | segon          | s                |
| corrent elèctric                      | {\displaystyle I}            | {\displaystyle {\mathsf {I}}}       | amper          | A                |
| temperatura termodinàmica temperature | {\displaystyle T}            | {\displaystyle {\mathsf {\Theta }}} | kelvin         | K                |
| quantitat de substància               | {\displaystyle n}            | {\displaystyle {\mathsf {N}}}       | mol            | mol              |
| intensitat lluminous                  | {\displaystyle I_{\text{v}}} | {\displaystyle {\mathsf {J}}}       | candela        | cd               |

## Quantitats derivades
Una quantitat derivada és una quantitat en un sistema de magnituds que es defineix només en termes de les magnituds base d'aquest sistema. L'ISQ defineix moltes magnituds derivades i unitats derivades corresponents.

### Expressió dimensional de magnituds derivades
La representació simbòlica convencional de la dimensió d'una magnitud derivada és el producte de potències de les dimensions de les magnituds base segons la definició de la magnitud derivada. La dimensió d'una magnitud es denota amb {\displaystyle {\mathsf {L}}^{a}{\mathsf {M}}^{b}{\mathsf {T}}^{c}{\mathsf {I}}^{d}{\mathsf {\Theta }}^{e}{\mathsf {N}}^{f}{\mathsf {J}}^{g}}, on els exponents dimensionals són positius, negatius o zero. El símbol de dimensió es pot ometre si el seu exponent és zero. Per exemple, a l'ISQ, es denota la dimensió quantitativa de la velocitat {\displaystyle {\mathsf {LT}}^{-1}}. La taula següent enumera algunes quantitats definides per l'ISQ.

## Quantitats derivades
Una quantitat derivada és una quantitat en un sistema de magnituds que es defineix només en termes de les magnituds base d'aquest sistema. L'ISQ defineix moltes magnituds derivades i unitats derivades corresponents.
| Quantitat derivada | Expressió en dimensions base SI                       |
| ------------------ | ----------------------------------------------------- |
| freqüència         | {\displaystyle {\mathsf {T}}^{-1}}                    |
| força              | {\displaystyle {\mathsf {LMT}}^{-2}}                  |
| pressió            | {\displaystyle {\mathsf {L}}^{-1}{\mathsf {MT}}^{-2}} |
| velocitat          | {\displaystyle {\mathsf {LT}}^{-1}}                   |
| zona               | {\displaystyle {\mathsf {L}}^{2}}                     |
| volum              | {\displaystyle {\mathsf {L}}^{3}}                     |
| acceleració        | {\displaystyle {\mathsf {LT}}^{-2}}                   |

## Documentació
El sistema es descriu formalment en una norma ISO multipart ISO/IEC 80000, completada per primera vegada el 2009 però posteriorment revisada i ampliada, que va substituir les normes publicades el 1992, ISO 31 i ISO 1000. Treballant conjuntament, ISO i IEC han formalitzat parts de l'ISQ donant informació i definicions sobre quantitats, sistemes de magnituds, unitats, símbols de quantitat i unitats i sistemes d'unitats coherents, amb especial referència a l'ISQ. ISO/IEC 80000 defineix magnituds físiques que es mesuren amb les unitats SI i també inclou moltes altres magnituds en ciència i tecnologia modernes. El nom de "Sistema Internacional de Quantitats" és utilitzat per la Conferència General de Peses i Mesures (CGPM) per descriure el sistema de magnituds subjacent al Sistema Internacional d'Unitats.